# Danish Students Abroad
Danish Students Abroad (DSA) er Danmarks største ungdomsorganisation for danske udlandsstuderende[kilde mangler] og arbejder med at vejlede og repræsentere udlandsstuderende før, under og efter studieophold i udlandet.
DSA blev stiftet i august 2012 og har i dag medlemmer i alle aldre og uddannelsestrin fra gymnasie- til ph.d.-niveau fordelt på alle kontinenter. Den daglige drift varetages af en bestyrelse bestående af nuværende og tidligere udlandsstuderende. Dertil, har DSA sin egen studievejleder ansat på deltid.

## Aktiviteter og arrangementer
I 2013 arrangerede den DSA første DSA Careers-konference med det formål at bygge bro mellem danske udlandsstuderende og dansk erhvervliv. Den første konference blev åbnet af den tidligere Minister for Forskning, Innovation og Videregående Uddannelser, Morten Østergaard. Sidenhen er DSA Careers blevet afholdt i både 2016 og 2017 i Landstingssalen med bl.a. politikere fra de Radikale som værter og oplægsholdere som Clement Kjersgaard (DR), Jonas Keiding Lindholm (Red Barnet), Camilla Bruckner (UNDP) samt prominente profiler fra bl.a. McKinsey & Co., Palantir Technologies, BCG og Noma.
Desuden afholder DSA årligt også "Open House" arrangementer i England, som er målrettet danske gymnasieelever, der drømmer om at studere i England. Arrangementet består af rundvisninger og universitetsbesøg på førende universiteter i London, samt besøg til Oxford eller Cambridge.

## Politisk arbejde
Organisationen markerede sig i 2013 ved at være positivt stemt over for en EU-dom, der betød, at danske studerende også har krav på SU, selv hvis de ikke har boet i Danmark de sidste ti år. Derudover var DSA også aktive i debatten om konvertering af International Baccalaureate-programmets karakterer til den danske 12-trinsskala.
DSA deltager ofte i møder med SU Styrelsen samt ordførerne for uddannelse og forskning. Desuden holder DSA jævnligt møder med ungdomspartier og politiske organisationer i Danmark bl.a. Djøf og DSF.
DSA var aktive i forbindelse med Storbritanniens Brexit-afstemning i juni 2016, hvor organisationen gjorde opmærksom på Brexits indflydelse på danske studerendes muligheder for at læse på engelske universiteter. Daværende næstformand Emil Bender Lassen medvirkede blandt andet i indslag på TV 2/Fyn, DR P3 og TV 2 News, mens formand Mikkel Lauritzen udtalte sig til bl.a. Børsen og Jyllands Posten. Siden da har DSA arbejdet proaktivt for at påvirke Brexit i en retning, der tager hensyn til internationale studerende i Storbritannien. Dette er blandt andet sket igennem et projekt med det anerkendte non-profit student consultancy 180 Degrees Consulting på King's College London, samt gennem samarbejde med Netherlands Worldwide Students, Association of Norwegian Students Abroad og Swedish International Students and Alumni.
Ved forhandlinger om beskæring af udlandsstipendium til kandidatstuderende i 2017 vandt DSA en politisk sejr idet forhandlingerne endte uden beskæring af udlandsstipendiet. DSA har desuden udtalt sig kritisk over for retskravet, der sikrer danske bachelorstuderendes adgang til kandidatuddannelser, da retskravet påvirker danske udlandsstuderendes mulighed for at komme tilbage til Danmark for videre uddannelse. Dette bakkes op af Morten Østergaard (Radikale)